# Ruolo speciale

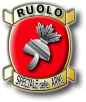
Distintivo di Ufficiale del Ruolo speciale dell'EI

Il ruolo speciale degli ufficiali è una qualifica degli ufficiali delle quattro forze armate italiane provenienti dai corsi "speciali" (da cui il nome) attraverso concorsi straordinari banditi dal Ministero della Difesa o concorsi interni.

## Requisiti per l'accesso
Al ruolo possono accedere:
- I cittadini italiani che non abbiano compiuto il 32º o 35º anno, tramite concorso straordinario, per titolo ed esami, riservato ai laureati.
- i marescialli che abbiano raggiunto una certa anzianità nel grado, oltre ad avere uno status di servizio impeccabile.
- gli ufficiali di complemento (UC) o in ferma prefissata (UFP) che al termine della ferma partecipano ai concorsi per l'arruolamento in servizio permanente effettivo.
- i frequentatori dei corsi normali d'Accademia che non abbiano superato gli esami finali per l'immissione nel ruolo normale, ma risultati comunque "sufficienti in attitudine militare".
- i sergenti e i volontari in servizio permanente che abbiano compiuto una certa anzianità nel grado.[senza fonte]

## Differenze con il ruolo normale e sviluppo di carriera
La differenza sostanziale tra un ufficiale del R.N. (ruolo normale) e del R.S. (ruolo speciale) consiste nella velocità dell'avanzamento ai gradi superiori, oltre al rango massimo raggiungibile. Di norma il grado apicale del ruolo speciale è da considerarsi quello di tenente colonnello o capitano di fregata, anche se in alcuni casi tali ufficiali riescono a raggiungere il grado di colonnello o capitano di vascello. Ancora più raro è il caso in cui un ufficiale del R.S. abbia raggiunto il rango di ufficiale generale, evento accaduto in passato per alcuni ufficiali che hanno partecipato ai conflitti mondiali.
Le attribuzioni degli incarichi agli ufficiali del ruolo speciale è generalmente analoga a quella del ruolo normale per la tipologia di incarichi ricoperti e per le branche di riferimento con la differenza che, grazie alla più lunga permanenza nei gradi, essi riescono a garantire la continuità e specializzazione che l'elevata turnazione degli ufficiali del ruolo normale non consentirebbe. Per predetta ragione un ufficiale del R.S. generalmente tende a ricoprire precocemente incarichi di staff nonché, per colmare le vacanze, può assumere il comando di Battaglioni e Reggimenti nell'Esercito e Unità navali di grosso dislocamento nella Marina Militare.
Periodicamente le Forze Armate bandiscono delle selezioni interne destinate proprio agli ufficiali del ruolo speciale, che permettono di transitare nel ruolo normale, potendo beneficiare del differente e più completo sviluppo di carriera. Agli ufficiali del ruolo speciale dell'Esercito questa opportunità non è stata offerta mentre sono stati selezionati Ufficiali RN per il transito nei ruoli speciali. 

Grado di colonnello, massimo grado raggiungibile per un ufficiale del ruolo speciale dell'Esercito.
Marina Militare: il distintivo di grado per paramano di capitano di vascello, massimo grado raggiungibile per gli ufficiali del ruolo speciale della Marina.
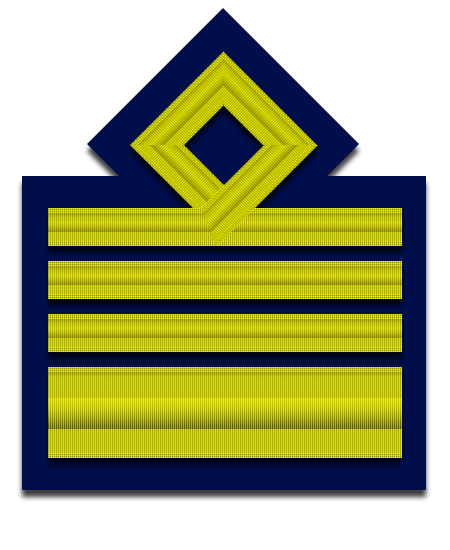
Aeronautica Militare: il distintivo di grado per paramano di colonnello, massimo grado raggiungibile da un ufficiale del ruolo speciale dell'Aeronautica.
Distintivo di grado per controspallina di colonnello dell'Arma dei carabinieri, massimo grado per ufficiale del ruolo speciale.
Distintivo di grado per controspallina di colonnello della Guardia di finanza, massimo grado per ufficiale del ruolo speciale.

## Profili di carriera dei vari ruoli speciali delle Forze armate
Gli ufficiali dei ruoli speciali dell'Esercito italiano, della Marina militare e dell'Aeronautica militare, fatta eccezione per gli ufficiali del ruolo naviganti speciale, possono essere tratti:
a) per concorso per titoli ed esami con il grado di sottotenente o guardiamarina: 
- concorso straordinario per titoli ed esami, riservato ai laureati che non hanno superato il 35º anno di età su specifica esigenza di forza armata;

- dal personale appartenente al ruolo dei marescialli, in possesso del diploma di istruzione secondaria di secondo grado, che non ha superato il 40º anno di età e che all'atto dell'immissione nel ruolo degli ufficiali ha almeno 5 anni di anzianità nel ruolo di provenienza se reclutato ai sensi dell'articolo 679, comma 1, lettera a), ovvero 3 anni di anzianità nel ruolo di provenienza se reclutato ai sensi dell'articolo 679, comma 1, lettera b);

- dagli ufficiali di complemento o in ferma prefissata che all'atto di immissione nel ruolo speciale hanno completato senza demerito la ferma biennale e non hanno superato il 40º anno di età;

- dal personale giudicato idoneo e non vincitore dei concorsi per la nomina a ufficiale in servizio permanente effettivo dei ruoli normali dell'Esercito italiano, della Marina militare e dell'Aeronautica militare e che non ha superato il 32º anno di età;

- dai frequentatori dei corsi normali delle accademie militari che non hanno completato il secondo o il terzo anno del previsto ciclo formativo, purché idonei in attitudine militare;

- dal personale del ruolo dei sergenti in possesso del diploma di istruzione secondaria di secondo grado che, all'atto della presentazione della domanda al concorso, non ha superato il 34º anno di età e ha maturato almeno tre anni di anzianità nel ruolo di appartenenza;

b) per concorso per titoli ed esami, con il grado rivestito, dagli ufficiali inferiori delle forze di completamento che hanno aderito ai richiami in servizio per le esigenze correlate con le missioni internazionali ovvero sono impiegati in attività addestrative, operative e logistiche sia sul territorio nazionale sia all'estero e che non hanno superato il 40º anno d'età;
c) per concorso per titoli ed esami con il grado rivestito dagli ufficiali in ferma prefissata che hanno completato un anno di
servizio complessivo;
d) a domanda, mantenendo il grado, l'anzianità e la ferma precedentemente contratta, dagli ufficiali frequentatori dei corsi
normali delle accademie militari che non hanno completato il previsto ciclo formativo, previo parere favorevole della competente
commissione ordinaria di avanzamento che indica il ruolo di transito, valutati i titoli di studio, le attitudini evidenziate e la
situazione organica dei ruoli. 
Gli ufficiali del ruolo naviganti speciale dell'Aeronautica militare, nonché gli ufficiali piloti dei ruoli speciali del Corpo
di stato maggiore della Marina e del Corpo delle capitanerie di porto sono tratti:
a) per concorso per titoli ed esami, con il grado di sottotenente o guardiamarina:
- prevalentemente, dal personale appartenente al ruolo dei marescialli, reclutato ai sensi dell'articolo 679, comma 1, lettera a), previo superamento del concorso e successivo corso finalizzato al conseguimento del brevetto di pilota o navigatore militare, che non ha superato il ventiseiesimo anno di età;

- dagli ufficiali di complemento del ruolo naviganti, del Corpo di stato maggiore della Marina e del Corpo delle capitanerie di porto muniti di brevetto di pilota o di navigatore militare che non hanno superato il ventottesimo anno di età e hanno almeno due anni di servizio;

b) d'autorità, previo parere della competente commissione ordinaria di avanzamento, dagli ufficiali del ruolo naviganti normale che, non avendo completato gli studi dell'ultimo anno di corso, conseguono comunque il brevetto di pilota o di navigatore militare. Gli stessi mantengono la ferma precedentemente contratta.

### Profilo di carriera degli ufficiali del ruolo speciale dell'Esercito italiano

#### Armi di fanteria, cavalleria, artiglieria, genio e trasmissioni
Lo sviluppo di carriera degli ufficiali del ruolo speciale delle Armi di fanteria, cavalleria, artiglieria, genio e trasmissioni prevede i seguenti gradi gerarchici, per i quali sono stabilite le rispettive consistenze organiche, come a fianco di ciascuno indicate:
- sottotenente: 390;
- tenente: 1125;
- capitano: 1604;
- maggiore: 829;
- tenente colonnello: 985;
- colonnello: 130.

Il volume organico complessivo degli ufficiali del ruolo è di 5.063 unità.
Gli anni di anzianità minima nel grado, richiesta per l'inserimento nell'aliquota di valutazione a scelta, sono i seguenti:
- capitano: 6 anni;
- tenente colonnello: 8 anni.

Gli anni di anzianità minima nel grado, richiesta per la promozione ad anzianità, sono i seguenti:
- sottotenente: 2 anni;
- tenente: 6 anni;
- capitano: 6 anni;
- maggiore: 6 anni.

I periodi minimi di comando o servizio e i corsi richiesti per l'inserimento nelle aliquote di valutazione, in relazione ai diversi gradi gerarchici, sono i seguenti:
- sottotenente: superare il corso applicativo;
- tenente: 2 anni di servizio presso enti o comandi o reparti nell'area tecnico-operativa o incarico equipollente, anche se compiuto tutto o in parte nel grado inferiore;
- capitano: in via prioritaria 2 anni di comando di unità a livello di compagnia nell'area tecnico-operativa o incarico equipollente, anche se compiuto tutto o in parte nel grado inferiore; in via subordinata, 4 anni di servizio nell'area tecnico-operativa o nell'organizzazione centrale dell'area tecnico-amministrativa, o

incarico equipollente;
- tenente colonnello: 3 anni di servizio presso gli uffici di diretta collaborazione del Ministro o nell'area tecnico-operativa o nell'organizzazione centrale dell'area tecnico-amministrativa o incarico equipollente.

Le promozioni annuali a scelta al grado superiore sono così determinate:
- 148 da attribuire a capitani;
- 2 o 3 da attribuire a tenenti colonnelli con ciclo di due anni: 2 promozioni il primo anno; 3 promozioni il secondo anno.

#### Corpo sanitario
Lo sviluppo di carriera degli ufficiali del ruolo speciale del Corpo sanitario prevede i seguenti gradi gerarchici, per i quali sono stabilite le rispettive consistenze organiche, come a fianco di ciascuno indicate:
- sottotenente: 16;
- tenente: 46;
- capitano: 65;
- maggiore: 34;
- tenente colonnello: 39;
- colonnello: 3.

Il volume organico complessivo degli ufficiali del ruolo è di 203 unità.
Gli anni di anzianità minima nel grado, richiesta per l'inserimento nell'aliquota di valutazione a scelta, sono i seguenti:
- capitano: 6 anni;
- tenente colonnello: 8 anni.

Gli anni di anzianità minima nel grado, richiesta per la promozione ad anzianità, sono i seguenti:
- sottotenente: 2 anni;
- tenente: 6 anni;
- capitano: 6 anni;
- maggiore: 6 anni.

Per l'inserimento nelle aliquote di valutazione, il sottotenente deve superare il corso applicativo.
Le promozioni annuali a scelta al grado superiore sono così determinate:
- 6 da attribuire a capitani;
- 4 da attribuire a tenenti colonnelli con ciclo di cinque anni: una promozione il primo, secondo, terzo e quarto anno; nessuna promozione il quinto anno.

#### Corpo di commissariato
Lo sviluppo di carriera degli ufficiali del ruolo speciale del Corpo di commissariato prevede i seguenti gradi gerarchici, per i quali sono stabilite le rispettive consistenze organiche, come a fianco di ciascuno indicate:
- sottotenente: 50;
- tenente: 143;
- capitano: 204;
- maggiore: 105;
- tenente colonnello: 122;
- colonnello: 9.

Il volume organico complessivo degli ufficiali del ruolo è di 633 unità.
Gli anni di anzianità minima nel grado, richiesta per l'inserimento nell'aliquota di valutazione a scelta, sono i seguenti:
- capitano: 6 anni;
- tenente colonnello: 8 anni.

Gli anni di anzianità minima nel grado, richiesta per la
promozione ad anzianità, sono i seguenti:
- sottotenente: 2 anni;
- tenente: 6 anni;
- capitano: 6 anni;
- maggiore: 6 anni.

I periodi minimi di comando o servizio e i corsi richiesti per l'inserimento nelle aliquote di valutazione, in relazione ai diversi gradi gerarchici, sono i seguenti:
- sottotenente: superare il corso applicativo;
- tenente: 2 anni di servizio presso enti o comandi o reparti nell'area tecnico-operativa o incarico equipollente, anche se compiuto tutto o in parte nel grado inferiore;
- capitano: 2 anni di servizio nell'area tecnico-operativa o nell'organizzazione centrale dell'area tecnico-amministrativa, o incarico equipollente, anche se compiuto tutto o in parte nel grado inferiore;
- tenente colonnello: 3 anni di servizio presso gli uffici di diretta collaborazione del Ministro o nell'area tecnico-operativa o nell'organizzazione centrale dell'area tecnico-amministrativa o incarico equipollente.

Le promozioni annuali a scelta al grado superiore sono così determinate:
- 18 o 19 da attribuire a capitani con ciclo di quattro anni: 18 promozioni il primo anno; 19 promozioni il secondo, terzo e quarto anno;
- 2 da attribuire a tenenti colonnelli.

### Profilo di carriera degli ufficiali del ruolo speciale della Marina militare
I ruoli nei quali sono iscritti gli ufficiali del servizio permanente, elencati in ordine gerarchico, sono i seguenti:
- ruolo speciale del Corpo di stato maggiore (SM);
- ruolo speciale del Corpo del genio navale (GN);
- ruolo speciale del Corpo delle armi navali (AN);
- ruolo speciale del Corpo sanitario militare marittimo (SAN);
- ruolo speciale del Corpo di commissariato militare marittimo (CM);
- ruolo speciale del Corpo delle capitanerie di porto (CP).

#### Stato maggiore
Lo sviluppo di carriera degli ufficiali del ruolo speciale del Corpo di stato maggiore prevede i seguenti gradi gerarchici, per i quali sono stabilite le rispettive consistenze organiche, come a fianco di ciascuno indicate:
- guardiamarina: 61;
- sottotenente di vascello: 177;
- tenente di vascello: 252;
- capitano di corvetta: 130;
- capitano di fregata: 155;
- capitano di vascello: 20.

Il volume organico complessivo degli ufficiali del ruolo è di 795 unità.
I periodi di permanenza minima nel grado, ovvero gli anni di anzianità minima nel grado, richiesta per l'inserimento nell'aliquota di valutazione a scelta, sono i seguenti:
- tenente di vascello: 6 anni;
- capitano di fregata: 8 anni.

Gli anni di anzianità minima nel grado, richiesta per la promozione ad anzianità, sono i seguenti:
- guardiamarina: 2 anni;
- sottotenente di vascello: 6 anni;
- tenente di vascello: 6 anni;
- capitano di corvetta: 6 anni.

Requisiti speciali per l'avanzamento quali i periodi minimi di imbarco richiesti per l'inserimento nelle aliquote di valutazione, in relazione ai diversi gradi gerarchici, sono i seguenti:
- sottotenente di vascello: 3 anni, anche se svolti tutti o in parte nel grado immediatamente inferiore;
- tenente di vascello: 4 anni, anche se svolti tutti o in parte nel grado immediatamente inferiore.

Le promozioni annuali a scelta al grado superiore sono così determinate: 
- 23 o 24 da attribuire a tenenti di vascello con ciclo di quattro anni: 23 promozioni il primo, terzo e quarto anno; 24 promozioni il secondo anno;
- 4 o 5 da attribuire a capitani di fregata con ciclo di cinque anni: 4 promozioni il primo, secondo, quarto e quinto anno; 5 promozioni il terzo anno.

#### Genio navale
Lo sviluppo di carriera degli ufficiali del ruolo speciale del Corpo del genio navale prevede i seguenti gradi gerarchici, per i quali sono stabilite le rispettive consistenze organiche, come a fianco di ciascuno indicate:
- guardiamarina: 25;
- sottotenente di vascello: 71;
- tenente di vascello: 102;
- capitano di corvetta: 53;
- capitano di fregata: 62;
- capitano di vascello: 6.

Il volume organico complessivo degli ufficiali del ruolo è di 319 unità.
I periodi di permanenza minima nel grado, ovvero gli anni di anzianità minima nel grado, richiesta per l'inserimento nell'aliquota di valutazione a scelta, sono i seguenti:
- tenente di vascello: 6 anni;
- capitano di fregata: 8 anni.

Gli anni di anzianità minima nel grado, richiesta per la promozione ad anzianità, sono i seguenti:
- guardiamarina: 2 anni;
- sottotenente di vascello: 6 anni;
- tenente di vascello: 6 anni;
- capitano di corvetta: 6 anni.

Requisiti speciali per l'avanzamento quali i periodi minimi di imbarco richiesti per l'inserimento nelle aliquote di valutazione, in relazione ai diversi gradi gerarchici, sono i seguenti:
- sottotenente di vascello: 2 anni, anche se svolti tutti o in parte nel grado immediatamente inferiore;
- tenente di vascello: 2 anni, anche se svolti tutti o in parte nel grado immediatamente inferiore.

Le promozioni annuali a scelta al grado superiore sono così determinate: 
- 9 o 10 da attribuire a tenenti di vascello con ciclo di cinque anni:  29 promozioni il primo, terzo e quinto anno; 10 promozioni il secondo e quarto anno;
- 1 o 2 da attribuire a capitani di fregata con ciclo di tre anni: una promozione il primo e terzo anno; 2 promozioni il secondo anno.

#### Armi navali
Lo sviluppo di carriera degli ufficiali del ruolo speciale del Corpo delle armi navali prevede i seguenti gradi gerarchici, per i quali sono stabilite le rispettive consistenze organiche, come a fianco di ciascuno indicate:
- guardiamarina: 21;
- sottotenente di vascello: 60;
- tenente di vascello: 85;
- capitano di corvetta: 44;
- capitano di fregata: 52;
- capitano di vascello: 5.

Il volume organico complessivo degli ufficiali del ruolo è di 267 unità.
I periodi di permanenza minima nel grado, ovvero gli anni di anzianità minima nel grado, richiesta per l'inserimento nell'aliquota di valutazione a scelta, sono i seguenti:
- tenente di vascello: 6 anni;
- capitano di fregata: 8 anni.

Gli anni di anzianità minima nel grado, richiesta per la promozione ad anzianità, sono i seguenti:
- guardiamarina: 2 anni;
- sottotenente di vascello: 6 anni;
- tenente di vascello: 6 anni;
- capitano di corvetta: 6 anni.

Requisiti speciali per l'avanzamento quali i periodi minimi di imbarco richiesti per l'inserimento nelle aliquote di valutazione, in relazione ai diversi gradi gerarchici, sono i seguenti:
- sottotenente di vascello: 1 anno, anche se svolti tutti o in parte nel grado immediatamente inferiore;
- tenente di vascello: 1 anno, anche se svolti tutti o in parte nel grado immediatamente inferiore.

Le promozioni annuali a scelta al grado superiore sono così determinate: 
- 8 da attribuire a tenenti di vascello;
- 1 da attribuire a capitani di fregata.

#### Sanitario marittimo
Lo sviluppo di carriera degli ufficiali del ruolo speciale del Corpo sanitario marittimo prevede i seguenti gradi gerarchici, per i quali sono stabilite le rispettive consistenze organiche, come a fianco di ciascuno indicate:
- guardiamarina: 7;
- sottotenente di vascello: 19;
- tenente di vascello: 21;
- capitano di corvetta: 17;
- capitano di fregata: 33;
- capitano di vascello: 1.

Il volume organico complessivo degli ufficiali del ruolo è di 98 unità.
I periodi di permanenza minima nel grado, ovvero gli anni di anzianità minima nel grado, richiesta per l'inserimento nell'aliquota di valutazione a scelta, sono i seguenti:
- tenente di vascello: 6 anni;
- capitano di fregata: 8 anni.

Gli anni di anzianità minima nel grado, richiesta per la promozione ad anzianità, sono i seguenti:
- guardiamarina: 2 anni;
- sottotenente di vascello: 6 anni;
- tenente di vascello: 6 anni;
- capitano di corvetta: 6 anni.

Requisiti speciali per l'avanzamento quali i periodi minimi di imbarco richiesti per l'inserimento nelle aliquote di valutazione, in relazione ai diversi gradi gerarchici, sono i seguenti:
- sottotenente di vascello: 1 anno, anche se svolti tutti o in parte nel grado immediatamente inferiore;

Le promozioni annuali a scelta al grado superiore sono stabilite: 
- nel numero di 3 da attribuire a tenenti di vascello;
- 1 da attribuire a capitani di fregata ogni quattro anni

#### Commissariato marittimo
Lo sviluppo di carriera degli ufficiali del ruolo speciale del Corpo di commissariato marittimo prevede i seguenti gradi gerarchici, per i quali sono stabilite le rispettive consistenze organiche, come a fianco di ciascuno indicate:
- guardiamarina: 16;
- sottotenente di vascello: 46;
- tenente di vascello: 65;
- capitano di corvetta: 34;
- capitano di fregata: 39;
- capitano di vascello: 3.

Il volume organico complessivo degli ufficiali del ruolo è di 203 unità.
I periodi di permanenza minima nel grado, ovvero gli anni di anzianità minima nel grado, richiesta per l'inserimento nell'aliquota di valutazione a scelta, sono i seguenti:
- tenente di vascello: 6 anni;
- capitano di fregata: 8 anni.

Gli anni di anzianità minima nel grado, richiesta per la promozione ad anzianità, sono i seguenti:
- guardiamarina: 2 anni;
- sottotenente di vascello: 6 anni;
- tenente di vascello: 6 anni;
- capitano di corvetta: 6 anni.

Requisiti speciali per l'avanzamento quali i periodi minimi di imbarco richiesti per l'inserimento nelle aliquote di valutazione, in relazione ai diversi gradi gerarchici, sono i seguenti:
- sottotenente di vascello: 1 anno, anche se svolti tutti o in parte nel grado immediatamente inferiore;
- tenente di vascello: 1 anno, anche se svolti tutti o in parte nel grado immediatamente inferiore.

Le promozioni annuali a scelta al grado superiore sono stabilite: 
- nel numero di 6 da attribuire a tenenti di vascello;
- 3 da attribuire a capitani di vascello ogni cinque anni. Il ciclo di cinque anni prevede: una promozione il primo, terzo e quinto anno; nessuna promozione il secondo e il quarto anno.

#### Capitanerie di porto
Lo sviluppo di carriera degli ufficiali del ruolo speciale del Corpo delle capitanerie di porto prevede i seguenti gradi gerarchici, per i quali sono stabilite le rispettive consistenze organiche, come a fianco di ciascuno indicate:
- guardiamarina: 22;
- sottotenente di vascello: 61;
- tenente di vascello: 87;
- capitano di corvetta: 45;
- capitano di fregata: 53;
- capitano di vascello: 5.

Il volume organico complessivo degli ufficiali del ruolo è di 273 unità.
I periodi di permanenza minima nel grado, ovvero gli anni di anzianità minima nel grado, richiesta per l'inserimento nell'aliquota di valutazione a scelta, sono i seguenti:
- tenente di vascello: 8 anni;
- capitano di fregata: 7 anni.

Gli anni di anzianità minima nel grado, richiesta per la promozione ad anzianità, sono i seguenti:
- guardiamarina: 2 anni;
- sottotenente di vascello: 6 anni;
- tenente di vascello: 11 anni;
- capitano di corvetta: 5 anni.

Requisiti speciali per l'avanzamento quali i periodi minimi di imbarco richiesti per l'inserimento nelle aliquote di valutazione, in relazione ai diversi gradi gerarchici, sono i seguenti:
- sottotenente di vascello: 2 anni di servizio presso una capitaneria di porto o su unità navali o presso comandi aerei de Corpo o servizio equipollente, anche se svolto tutto o in parte nel grado immediatamente inferiore;
- tenente di vascello: 2 anni di servizio presso una capitaneria di porto o servizio equipollente.

Le promozioni annuali a scelta al grado superiore sono così determinate: 
- 8 da attribuire a tenenti di vascello;
- 1 da attribuire a capitani di fregata.

### Profilo di carriera degli ufficiali del ruolo speciale dell'Aeronautica militare

#### Ruolo naviganti speciale
Lo sviluppo di carriera degli ufficiali del ruolo naviganti speciale dell'Arma aeronautica prevede i seguenti gradi gerarchici, per i quali sono stabilite le rispettive consistenze organiche, come a fianco di ciascuno indicate:
- sottotenente: 35;
- tenente: 98;
- capitano: 123;
- maggiore: 75;
- tenente colonnello: 100;
- colonnello: 14.

Il volume organico complessivo degli ufficiali del ruolo è di 445 unità.
Gli anni di anzianità minima nel grado, richiesta per l'inserimento nell'aliquota di valutazione a scelta, sono i seguenti:
- capitano: 8 anni;
- tenente colonnello: 8 anni.

Gli anni di anzianità minima nel grado, richiesta per la promozione ad anzianità, sono i seguenti:
- sottotenente: 2 anni;
- tenente: 6 anni;
- capitano: 11 anni;
- maggiore: 5 anni.

I periodi minimi di comando, di attribuzioni specifiche o di servizio, i titoli, i corsi e gli esami prescritti, richiesti per l'inserimento nelle aliquote di valutazione, in relazione ai diversi gradi gerarchici, sono i seguenti:
- sottotenente: diploma di licenza di istituto medio di secondo grado;
- tenente: 4 anni in reparti di volo;
- capitano: 6 anni in reparti di volo; superare i corsi previsti dal regolamento;
- tenente colonnello: 4 anni in reparti di volo.

#### Ruolo speciale delle armi
Lo sviluppo di carriera degli ufficiali del ruolo speciale delle armi dell'Aeronautica militare prevede i seguenti gradi gerarchici, per i quali sono stabilite le rispettive consistenze organiche, come a fianco di ciascuno indicate:
- sottotenente: 103;
- tenente: 297;
- capitano: 423;
- maggiore: 219;
- tenente colonnello: 257;
- colonnello: 26.

Il volume organico complessivo degli ufficiali del ruolo è di 1.325 unità.
Gli anni di anzianità minima nel grado, richiesta per l'inserimento nell'aliquota di valutazione a scelta, sono i seguenti:
- capitano: 8 anni;
- tenente colonnello: 7 anni.

Gli anni di anzianità minima nel grado, richiesta per la promozione ad anzianità, sono i seguenti:
- sottotenente: 2 anni;
- tenente: 6 anni;
- capitano: 11 anni;
- maggiore: 5 anni.

I periodi minimi di comando, di attribuzioni specifiche o di servizio, i titoli, i corsi e gli esami prescritti, richiesti per l'inserimento nelle aliquote di valutazione, in relazione ai diversi gradi gerarchici, sono i seguenti:
- sottotenente: diploma di licenza di istituto medio di secondo

grado;
- tenente: 4 anni in enti dell'organizzazione intermedia o periferica o incarico equipollente;
- capitano: 3 anni di enti o reparti dell'organizzazione intermedia o periferica o incarico equipollente; superare i corsi previsti dal regolamento.

Le promozioni annuali a scelta al grado superiore sono così determinate:
- 39 da attribuire a capitani;
- 5 o 6 da attribuire a tenenti colonnelli con ciclo di cinque anni: 5 promozioni il primo, terzo e quinto anno; 6 promozioni il secondo e quarto anno.

#### Genio aeronautico
Lo sviluppo di carriera degli ufficiali del ruolo speciale del Corpo del genio aeronautico prevede i seguenti gradi gerarchici, per i quali sono stabilite le rispettive consistenze organiche, come a fianco di ciascuno indicate:
- sottotenente: 63;
- tenente: 183;
- capitano: 260;
- maggiore: 135;
- tenente colonnello: 158;
- colonnello: 16.

Il volume organico complessivo degli ufficiali del ruolo è di 815
Gli anni di anzianità minima nel grado, richiesta per l'inserimento nell'aliquota di valutazione a scelta, sono i seguenti:
- capitano: 8 anni;
- tenente colonnello: 7 anni.

Gli anni di anzianità minima nel grado, richiesta per la
promozione ad anzianità, sono i seguenti:
- sottotenente: 2 anni;
- tenente: 6 anni;
- capitano: 11 anni;
- maggiore: 5 anni.

I periodi minimi di comando, di attribuzioni specifiche o di servizio, i titoli, i corsi e gli esami prescritti, richiesti per l'inserimento nelle aliquote di valutazione, in relazione ai diversi gradi gerarchici, sono i seguenti:
- sottotenente: diploma di licenza di istituto medio di secondo grado;
- tenente: 3 anni presso un reparto tecnico periferico o incarico equipollente, compresi i periodi di frequenza di eventuali corsi;
- capitano: 3 anni quale capo di servizio o sezione tecnica periferica o incarico equipollente; superare i corsi previsti dal regolamento.

Le promozioni annuali a scelta al grado superiore sono così determinate:
- 24 da attribuire a capitani;
- 3 o 4 da attribuire a tenenti colonnelli con ciclo di quattro anni: 3 promozioni il primo, secondo e terzo anno; 4 promozioni il quarto anno.

#### Commissariato aeronautico
Lo sviluppo di carriera degli ufficiali del ruolo speciale del Corpo di commissariato aeronautico prevede i seguenti gradi gerarchici, per i quali sono stabilite le rispettive consistenze organiche, come a fianco di ciascuno indicate:
- sottotenente: 18;
- tenente: 51;
- capitano: 73;
- maggiore: 38;
- tenente colonnello: 43;
- colonnello: 4.

Il volume organico complessivo degli ufficiali del ruolo è di 227 unità.
Gli anni di anzianità minima nel grado, richiesta per l'inserimento nell'aliquota di valutazione a scelta, sono i seguenti:
- capitano: 8 anni;
- tenente colonnello: 7 anni.

Gli anni di anzianità minima nel grado, richiesta per la promozione ad anzianità, sono i seguenti:
- sottotenente: 2 anni;
- tenente: 6 anni;
- capitano: 11 anni;
- maggiore: 5 anni.

I periodi minimi di comando, di attribuzioni specifiche o di servizio, i titoli, i corsi e gli esami prescritti, richiesti per l'inserimento nelle aliquote di valutazione, in relazione ai diversi gradi gerarchici, sono i seguenti: 
- sottotenente: diploma di licenza di istituto medio di secondo grado; 12 mesi presso un servizio amministrativo di ente o distaccamento;
- tenente: 4 anni in un servizio amministrativo di ente o distaccamento oppure quale addetto al servizio contabile presso ente dell'organizzazione di vertice, intermedia o periferica;
- capitano: 3 anni presso ente dell'organizzazione di vertice o intermedia o periferica con funzioni amministrative o contabili; superare i corsi previsti dal regolamento.

Le promozioni annuali a scelta al grado superiore sono così determinate: 
- 6 o 7 da attribuire a capitani con ciclo di quattro anni: 7 promozioni il primo, terzo e quarto anno; 6 promozioni il secondo anno;
- 2 ogni tre anni da attribuire a tenenti colonnelli con ciclo di tre anni: 1 promozione il primo e secondo anno; nessuna promozione il terzo anno.

#### Sanitario aeronautico
Lo sviluppo di carriera degli ufficiali del ruolo speciale del Corpo sanitario aeronautico prevede i seguenti gradi gerarchici, per i quali sono stabilite le rispettive consistenze organiche, come a fianco di ciascuno indicate:
- sottotenente: 12;
- tenente: 39;
- capitano: 55;
- maggiore: 29;
- tenente colonnello: 33;
- colonnello: 2.

Il volume organico complessivo degli ufficiali del ruolo è di 170 unità.
Gli anni di anzianità minima nel grado, richiesta per l'inserimento nell'aliquota di valutazione a scelta, sono i seguenti:
- capitano: 8 anni;
- tenente colonnello: 7 anni.

Gli anni di anzianità minima nel grado, richiesta per la promozione ad anzianità, sono i seguenti:
- sottotenente: 2 anni;
- tenente: 6 anni;
- capitano: 11 anni;
- maggiore: 5 anni.

I periodi minimi di comando, di attribuzioni specifiche o di servizio, i titoli, i corsi e gli esami prescritti, richiesti per l'inserimento nelle aliquote di valutazione, in relazione ai diversi gradi gerarchici, sono i seguenti:
- sottotenente: diploma di licenza di istituto medio di secondo

grado;
- capitano: 3 anni presso un ente dell'organizzazione di vertice o intermedia o periferica con funzioni sanitarie; superare i corsi previsti dal regolamento.

- Le promozioni annuali a scelta al grado superiore sono stabilite nel numero di 5 da attribuire a capitani.
- Le promozioni da attribuire a tenenti colonnelli sono una ognidue anni.

### Profilo di carriera degli ufficiali del ruolo speciale dell'Arma dei carabinieri
Lo sviluppo di carriera degli ufficiali del ruolo speciale prevede i seguenti gradi gerarchici, per i quali sono stabilite le rispettive consistenze organiche, come a fianco di ciascuno indicate:
- sottotenente: 96;
- tenente: 240;
- capitano: 440;
- maggiore: 220;
- tenente colonnello: 475;
- colonnello: 35.

Il volume organico complessivo degli ufficiali del ruolo speciale è di 1.506 unità.
Gli anni di anzianità minima nel grado, richiesta per l'inserimento degli ufficiali nell'aliquota di valutazione a scelta, sono i seguenti:
- capitano: 9 anni;
- tenente colonnello: 7 anni.

Gli anni di anzianità minima nel grado, richiesta per la promozione ad anzianità, sono i seguenti:
- sottotenente: 2 anni;
- tenente: 5 anni;
- capitano: 12 anni;
- maggiore: 5 anni.

I periodi minimi di comando e i corsi richiesti per l'inserimento nelle aliquote di valutazione, in relazione ai diversi gradi gerarchici, sono i seguenti:
- sottotenente: superare il corso  applicativo;
- tenente colonnello: 2 anni di comando territoriale (infraprovinciale che ha alle dipendenze stazioni), o di incarico equipollente, anche se compiuto tutto o in parte nel grado di maggiore o capitano.

Le promozioni annuali a scelta al grado superiore sono così determinate:
- 49 da attribuire a capitani;
- 7 da attribuire a tenenti colonnelli.

Dall'anno 2017 detto ruolo non è più alimentato. Il personale presente vi rimarrà fino al raggiungimento dei previsti limiti di età, ovvero tramite superamento di apposito concorso, per soli titoli, transiti nel ruolo normale.

### Profilo di carriera degli ufficiali del ruolo normale - comparto speciale della Guardia di finanza]
La Guardia di Finanza, in luogo del Ruolo Speciale, prevede un unico Ruolo Normale, diviso a sua volta in comparto ordinario, aeronavale (arruolati tramite concorso pubblico, e frequentanti un corso di durata quinquennale presso l'Accademia del Corpo) e speciale (riservato ai già appartenenti al Corpo).
Gli ufficiali del comparto speciale del Corpo della Guardia di finanza sono tratti, con il grado di sottotenente, nei limiti delle seguenti percentuali dei posti complessivamente banditi tramite concorso interno, per titoli ed esami, riservato:
- per il 50 per cento agli Ispettori di grado pari o superiore a quello di maresciallo capo, in possesso di una laurea triennale;
- per il 50 per cento agli altri militari del Corpo in possesso di un diploma di laurea, laurea specialistica o magistrale o titolo equipollente.

A cadenza variabile il Corpo bandisce, con il medesimo concorso, posti riservati al comparto aeronavale.
Possono partecipare i candidati che, alla data indicata dal bando di concorso, hanno compiuto il 30º anno di età e non superato il 45º ed hanno riportato nell'ultimo biennio la qualifica finale non inferiore a "superiore alla media" o equivalente. 
I candidati utilmente collocati nella graduatoria di merito dei concorso in argomento, sono ammessi alla frequenza di un corso di durata non inferiore ad un anno presso l'Accademia del Corpo, al termine del quale sono nominati sottotenenti del ruolo normale - comparto speciale ed iscritti in ruolo secondo l'ordine della graduatoria di fine corso, con decorrenza successiva alla conclusione di tale attività addestrativa.

La progressione di carriera è identica a quella dei colleghi del comparto ordinario e aeronavale, fatto salvo il grado massimo raggiungibile, data l'età anagrafica cui i militari accedono alla categoria.